# Kotoura (Japon)
Pour les articles homonymes, voir Kotoura.
Kotoura (琴浦町, Kotoura-chō) est un bourg du district de Tōhaku, dans la préfecture de Tottori, au Japon.

## Géographie

### Situation
Kotoura est situé dans le centre de la préfecture de Tottori, au Japon, entre la mer du Japon au nord et les monts Chūgoku au sud.

### Démographie
Au 1er octobre 2016, la population de Kotoura s'élevait à 18 032 habitants répartis sur une superficie de 139,97 km2.

## Histoire
Le bourg de Kotoura a été officiellement créé le 1er septembre 2004 de la fusion des anciens bourgs de Tōhaku et Akasaki.

## Transports
Kotoura est desservi par la ligne principale Sanin de la JR West.